# Шкимбов, Дмитрий Иванович
Дмитрий Иванович Шкимбов — советский хозяйственный деятель, Герой Социалистического Труда.

## Биография
Родился в 1933 году в селе Кулевча. Член КПСС.
В 1947—1993 — колхозник полеводческой бригады колхоза села Колёсное Саратского района, звеньевой механизированного кукурузоводческого звена, бригадир комплексной бригады колхоза имени XXII съезда КПСС Саратского района Одесской области Украинской ССР.
Указом Президиума Верховного Совета СССР от 8 апреля 1971 года присвоено звание Героя Социалистического Труда с вручением ордена Ленина и золотой медали «Серп и Молот».
Делегат XIX конференции КПСС.
Жил в Одесской области.

## Награды и звания
- Герой Социалистического Труда (08.04.1971)
- Орден Ленина (08.04.1971, 18.12.1973)